# Maddox (satyryk)

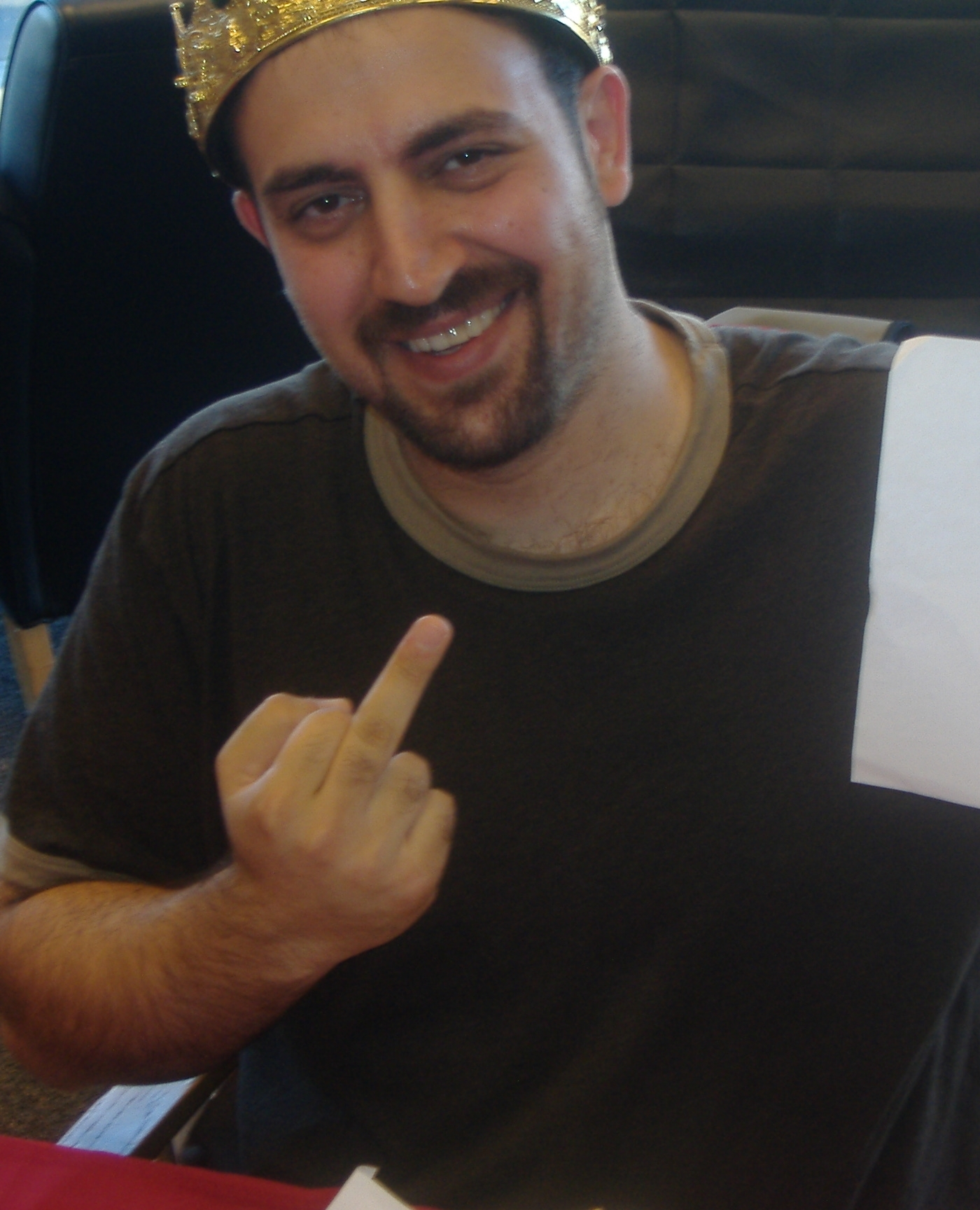
George „Maddox” Ouzounian (2006)

Maddox, właśc. George Ouzounian (ur. 1978) – amerykański satyryk ormiańskiego pochodzenia, obecnie mieszka w Salt Lake City w stanie Utah. Jest autorem strony internetowej The Best Page in the Universe (ang. „Najlepsza strona we wszechświecie”). Uczęszczał na Uniwersytet w Utah, lecz nie ukończył studiów. Jego pseudonim „Maddox” pochodzi z anime z lat 1980. Madox 01.

## Projekty
W 1997 Maddox stworzył satyryczną stronę internetową The Best Page in the Universe. Strona stała się popularna dzięki dosadnemu i sarkastycznemu stylowi artykułów. Później otworzył The Best Store in the Universe i zaczął sprzedawać koszulki i inne gadżety ze swoimi najpopularniejszymi cytatami, takimi jak „Littering kicks ass” („Śmiecenie kopie dupę”) i „For every animal you don't eat, I'm going to eat three” („Za każde zwierzę, którego nie zjesz, ja zjem trzy”). Częstotliwość ukazywania się artykułów osiągnęła szczyt w 2004–05 i od tego czasu ukazują się rzadko. Do 2004 Maddox był programistą dla firmy zajmującej się telemarketingiem. Dzięki sukcesowi stron internetowych, Maddox zaczął utrzymywać się jedynie z nich. Maddox wystąpił też w odcinku 21 Infected by Martin Sargent.

### Komiks
6 czerwca 2006 Maddox oświadczył, że ukończył „The Best Comic in the Universe” i że będzie on wydany na Comic-Conie w San Diego i dostępny do kupienia w jego sklepie internetowym.

### The Alphabet of Manliness
Główny artykuł: The Alphabet of Manliness
W 2005 Maddox oświadczył, że pisze książkę i otwiera listę by pisać o postępie prac. W lipcu ogłosił konkurs dla twórców ilustracji, w którym zaprosił ich do przesyłania swoich prac, po czym kilku z nich wybrał do wykonania grafiki. Maddox ujawnił tytuł książki, The Alphabet of Manliness, która została opublikowana w czerwcu 2006 przez Kensington Books. Książka dostała się na pierwsze miejsce na Amazon.com. Książka jest ilustrowana i w formacie jednego rozdziału dla każdej litery alfabetu, dotyczącego „męskiego” tematu (na przykład Ass-kicking dla A).
Maddox na podpisywaniu książek pokazywał się w koronie i szatach króla i promował fakt że podpisuje się na kobiecych piersiach. Na stronie internetowej książki, Maddox wypisał listę zasad dla fanów – takich jak unikanie kontaktu wzrokowego lub mówienia bezpośrednio do niego (odwołując się do miejskich legend o znanych osobach jak Hillary Clinton i Shania Twain), odpowiedni ubiór i pozostawanie zawsze w odległości od niego co najmniej 3 stóp (91 cm). Część fanów respektowała te zasady.